# St-Vincent (Saint-Vincent-sur-Jard)

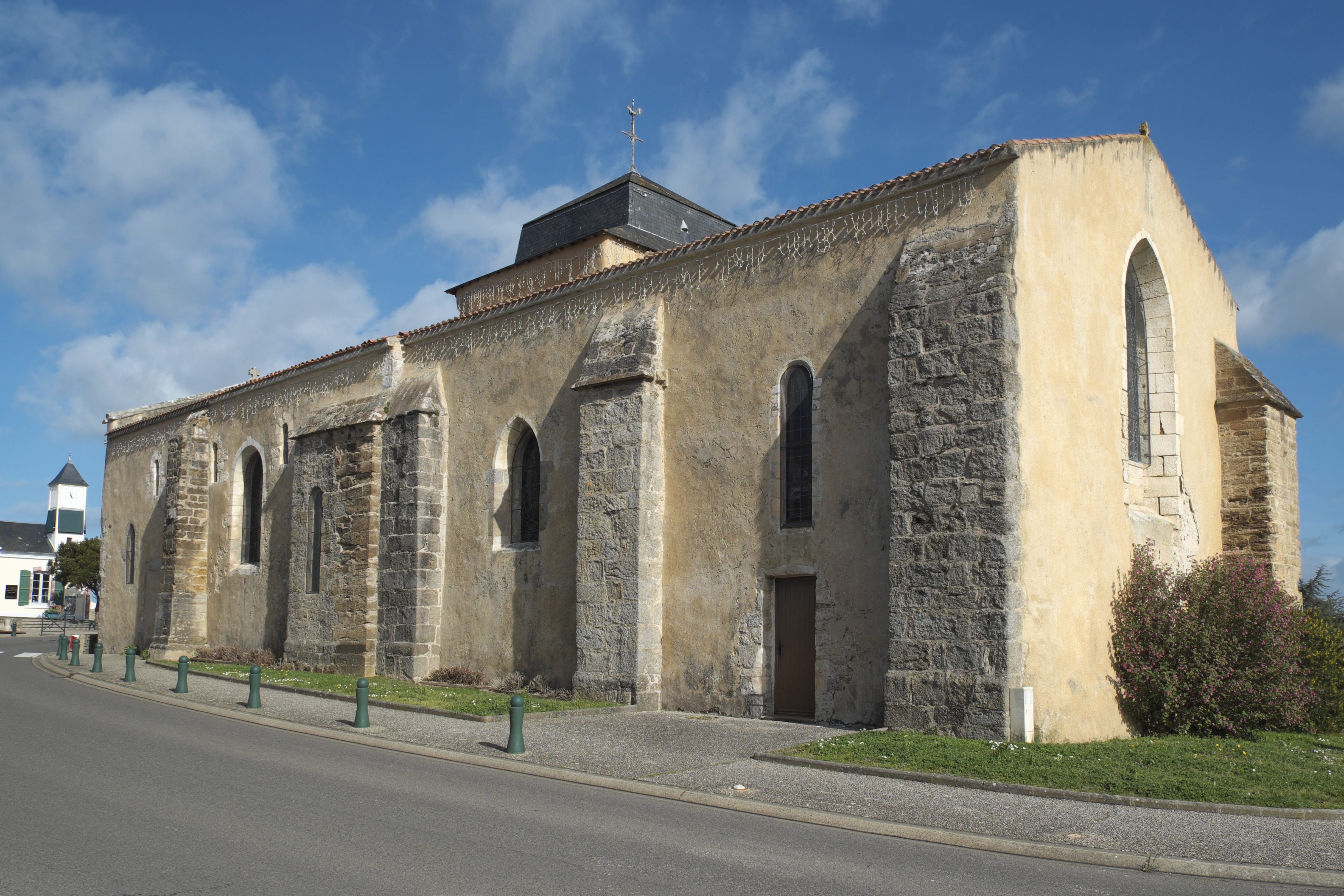
Pfarrkirche Saint-Vincent

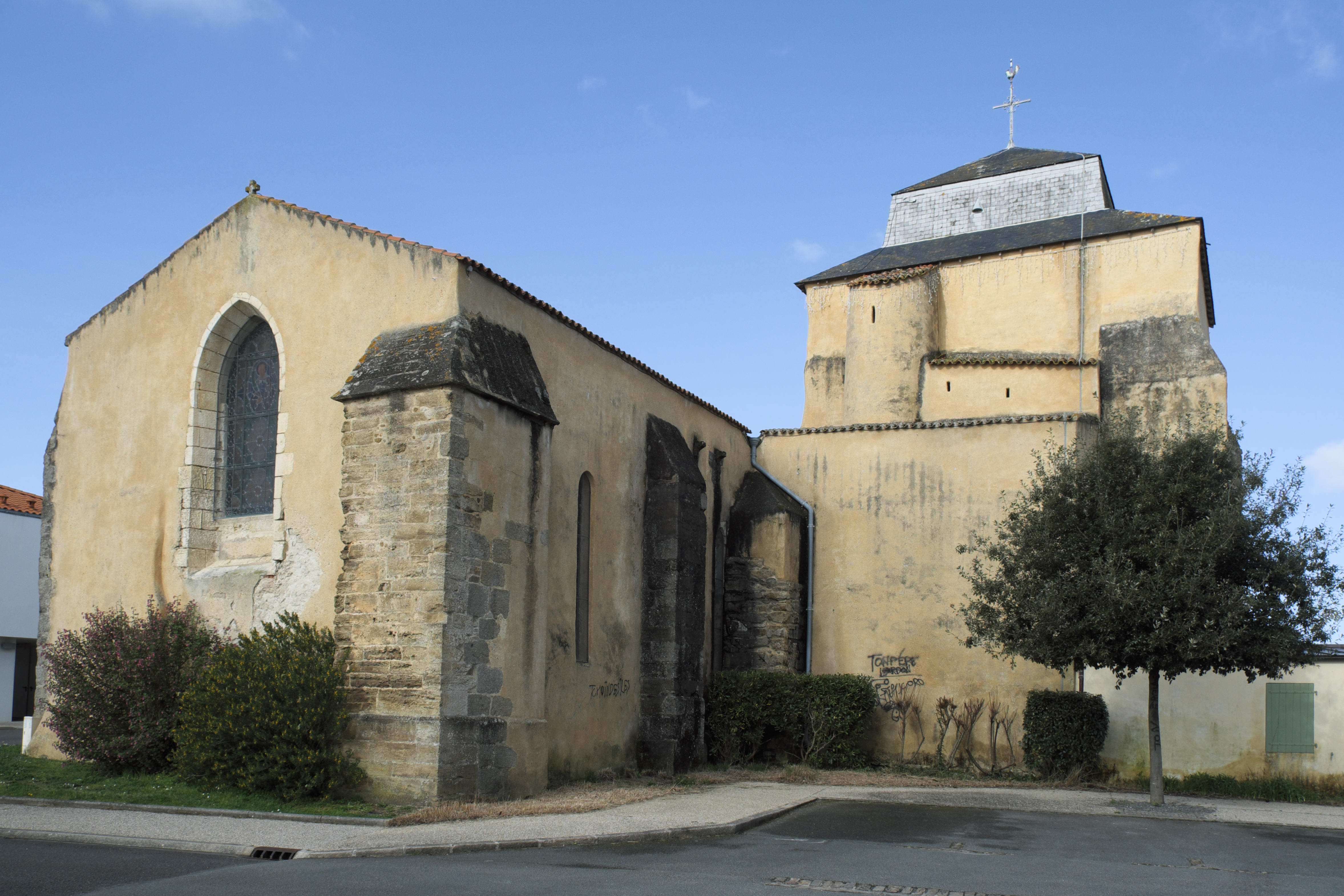
Ansicht von Nordosten

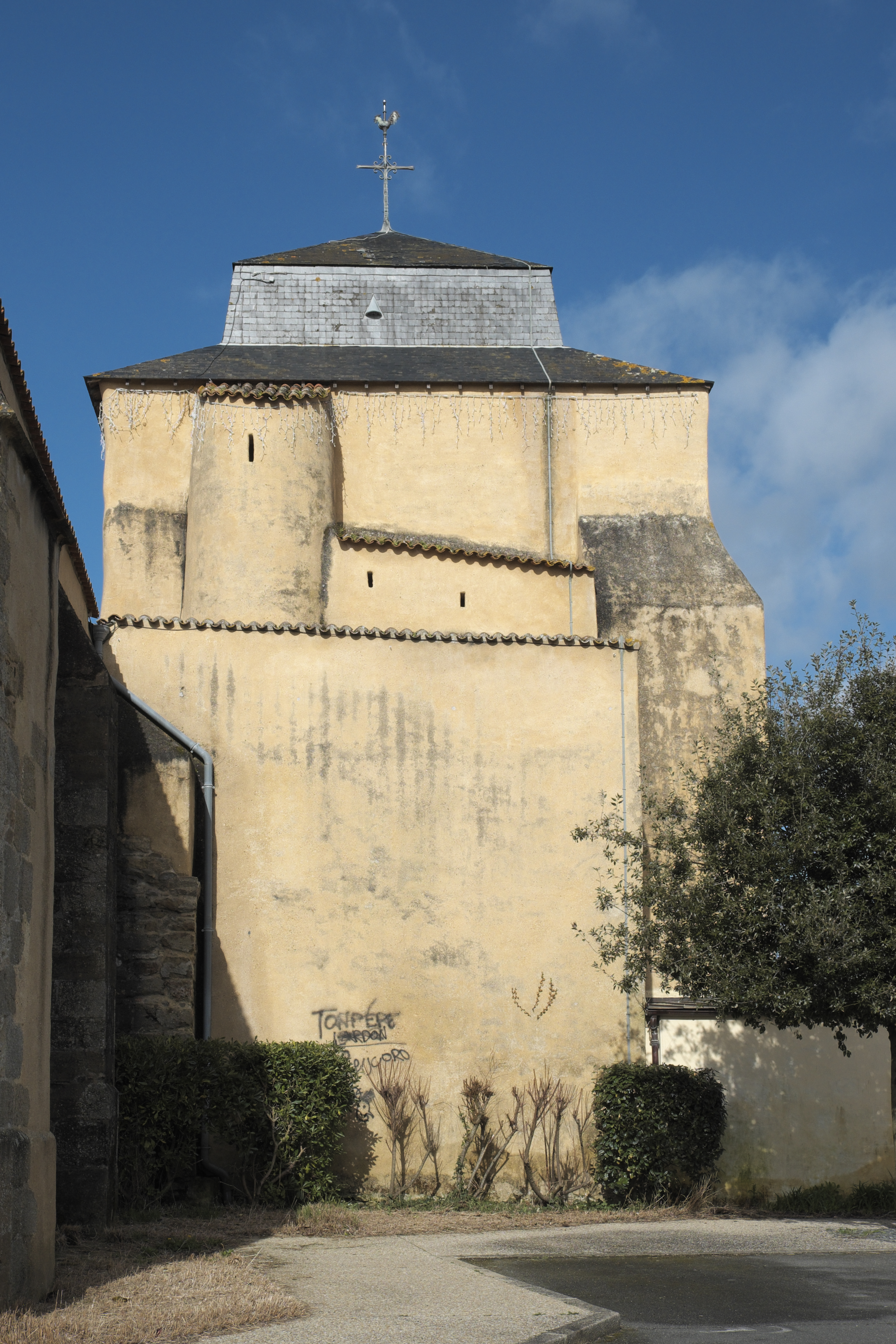
Glockenturm

Die katholische Pfarrkirche Saint-Vincent in Saint-Vincent-sur-Jard, einer Gemeinde im Département Vendée in der französischen Region Pays de la Loire, wurde im 11. und 12. Jahrhundert im Stil der Romanik errichtet. Die Kirche steht unter dem Patrozinium des Vinzenz von Valencia. Reliquien des Heiligen sollen im frühen Mittelalter nach Saint-Vincent-sur-Jard gebracht und in einer Kapelle aufbewahrt worden sein, die vermutlich während der Normanneneinfälle im 9. Jahrhundert niedergebrannt wurde.

## Geschichte
Bereits im 6. Jahrhundert erwähnt Gregor von Tours eine Kirche in Saint-Vincent-sur-Jard. Die heutige Kirche ist in drei Bauphasen entstanden. Im 11. Jahrhundert wurde das Langhaus errichtet, im 12. Jahrhundert der Chor und Ende des 12. Jahrhunderts der Glockenturm. Vermutlich wurde die Kirche im 16. Jahrhundert während der Hugenottenkriege in Brand gesetzt. Im 17. Jahrhundert wurde die Kirche wieder restauriert und mit neuen Altären ausgestattet.

## Architektur
Der wuchtige Glockenturm gleicht in seinem Äußeren einem Wehrturm. Im Inneren besitzt der Turm ein Kreuzrippengewölbe. Bei der Außenrenovierung der Kirche in den 1990er Jahren wurden die beiden großen Fensteröffnungen an der Nord- und Westseite des Turms wieder freigelegt. 
Das Langhaus ist ein schlichter, einschiffiger Raum. Es wird von einer Holzdecke gedeckt und durch einen Schwibbogen unterteilt. Ein zugespitzter Bogen öffnet das Langhaus zum gerade geschlossenen Chor, der von einer Spitztonne überwölbt wird. Der Chor wird von je zwei seitlichen und einem großen Fenster in der Stirnwand beleuchtet. In die Südwand des Chors sind zwei spitzbogige, aufwändig verzierte Arkaden eingeschnitten, in denen Piscinen eingebaut sind.

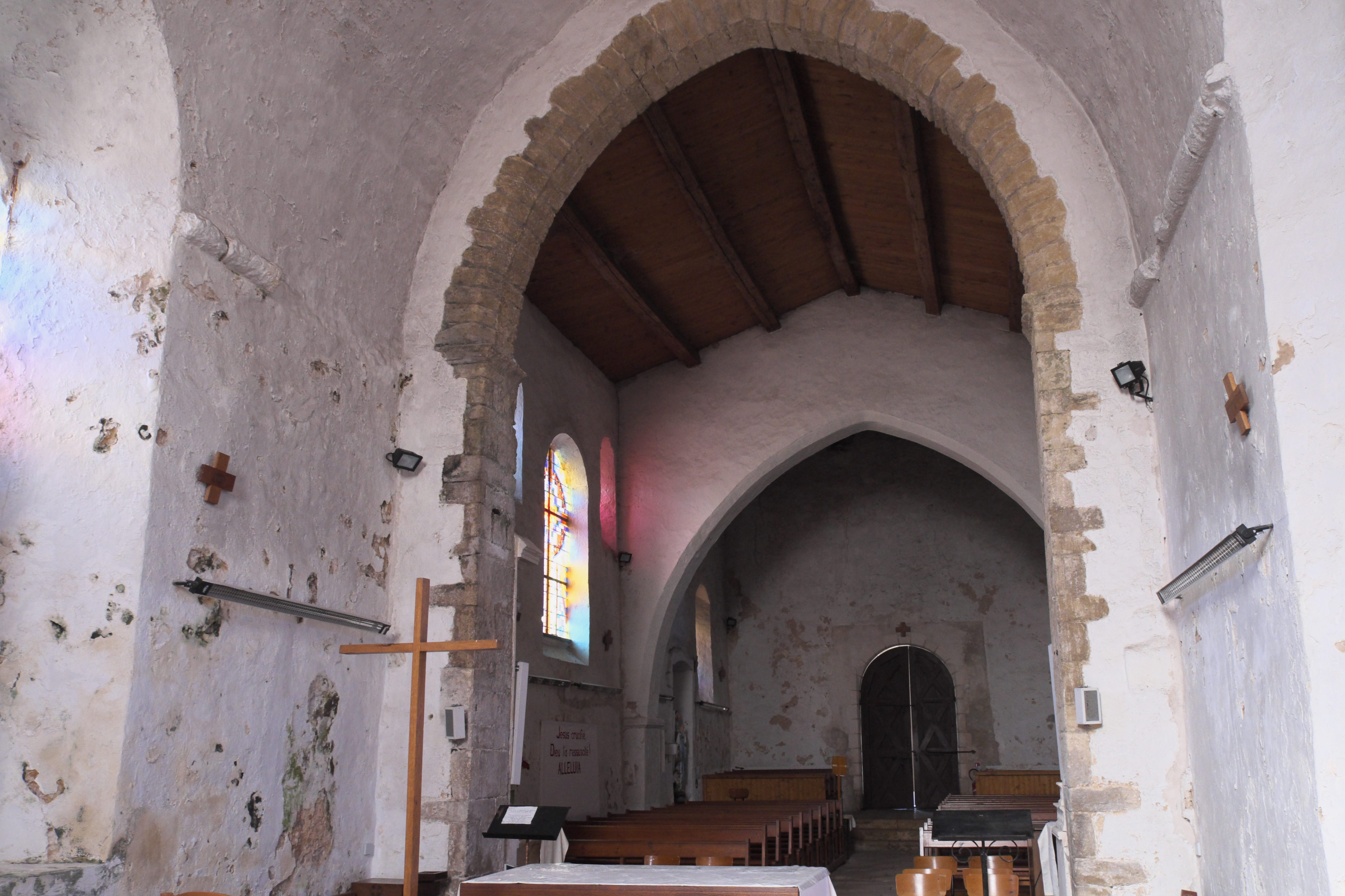
Innenraum
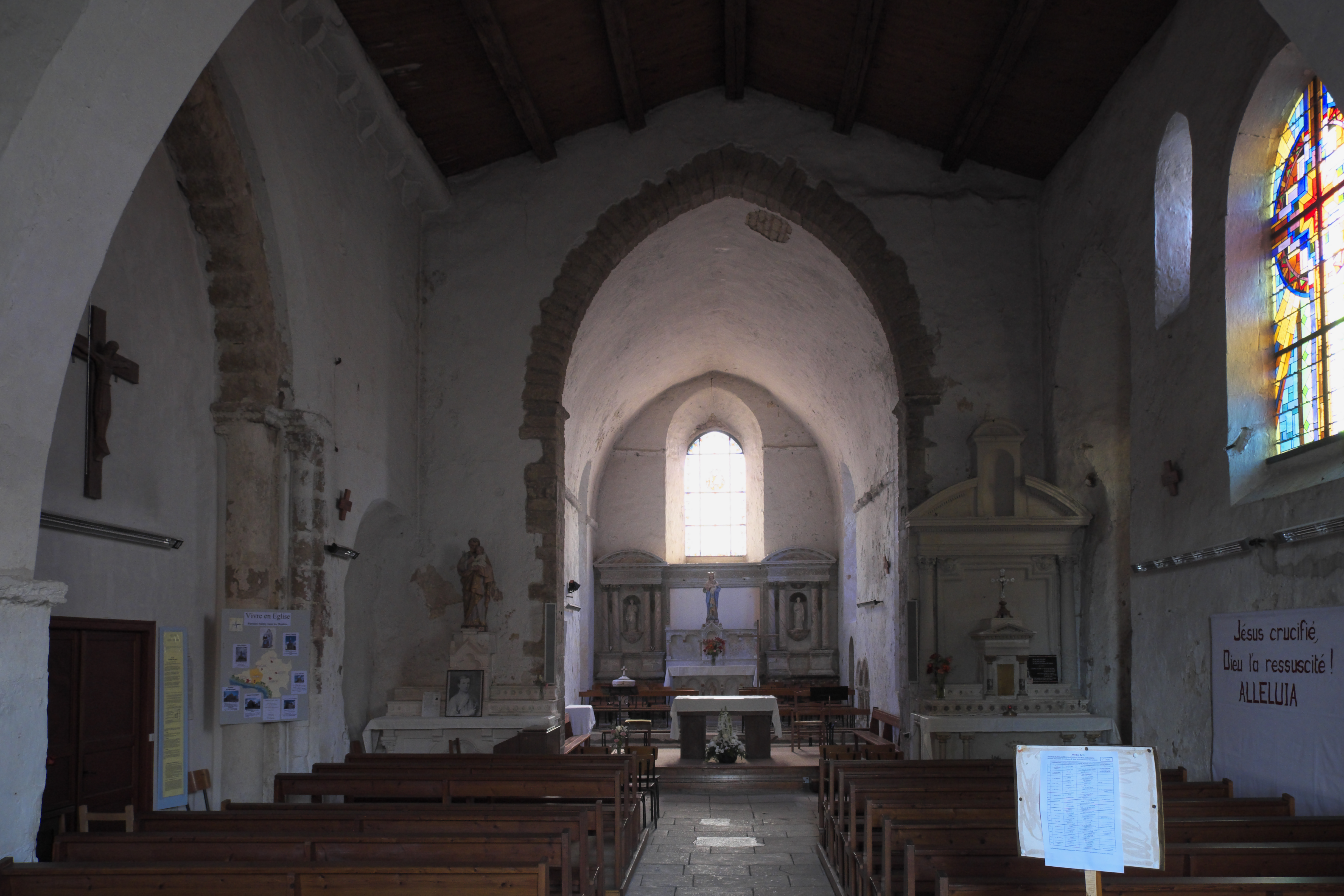
Innenraum
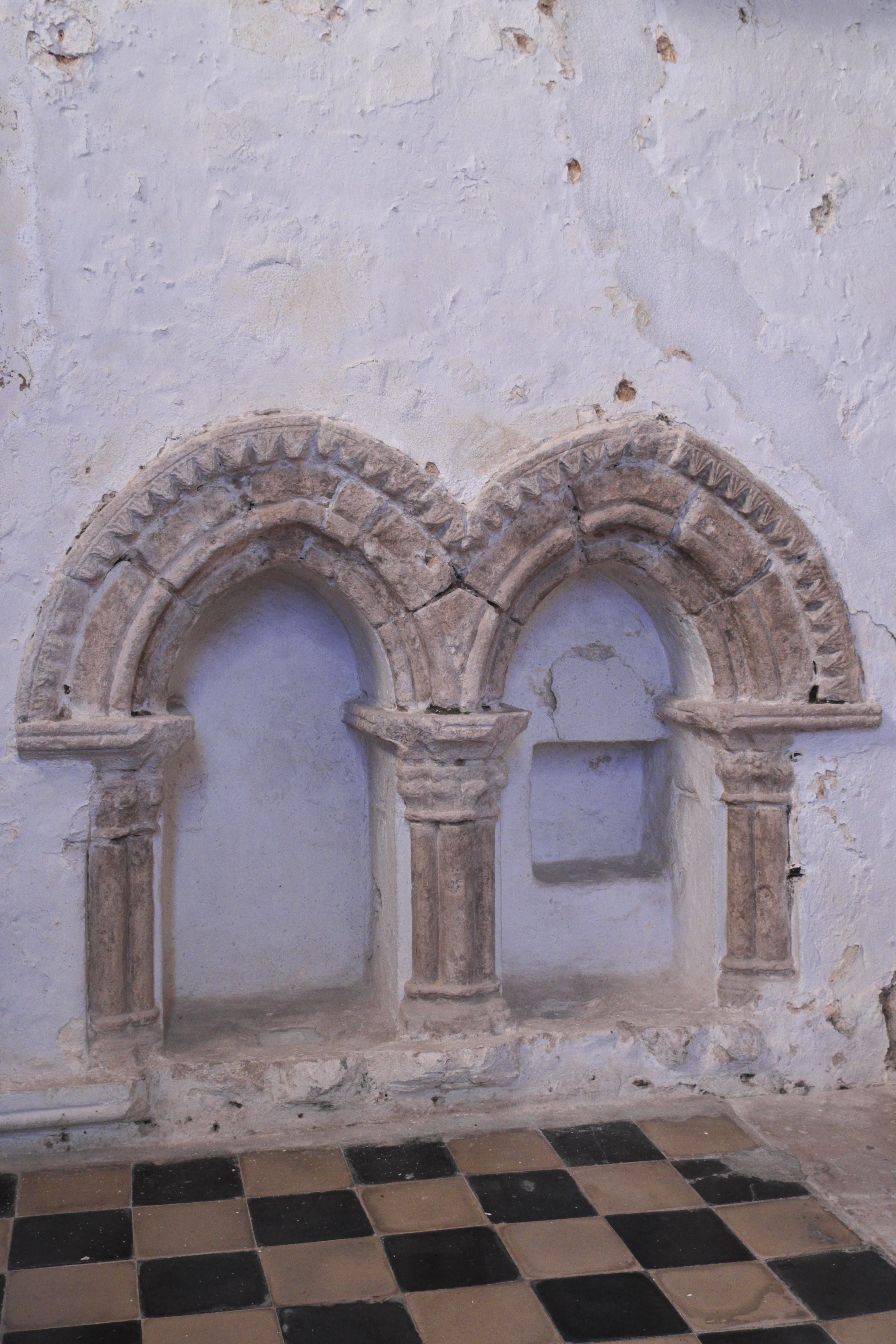
Doppelarkade mit Piscinen

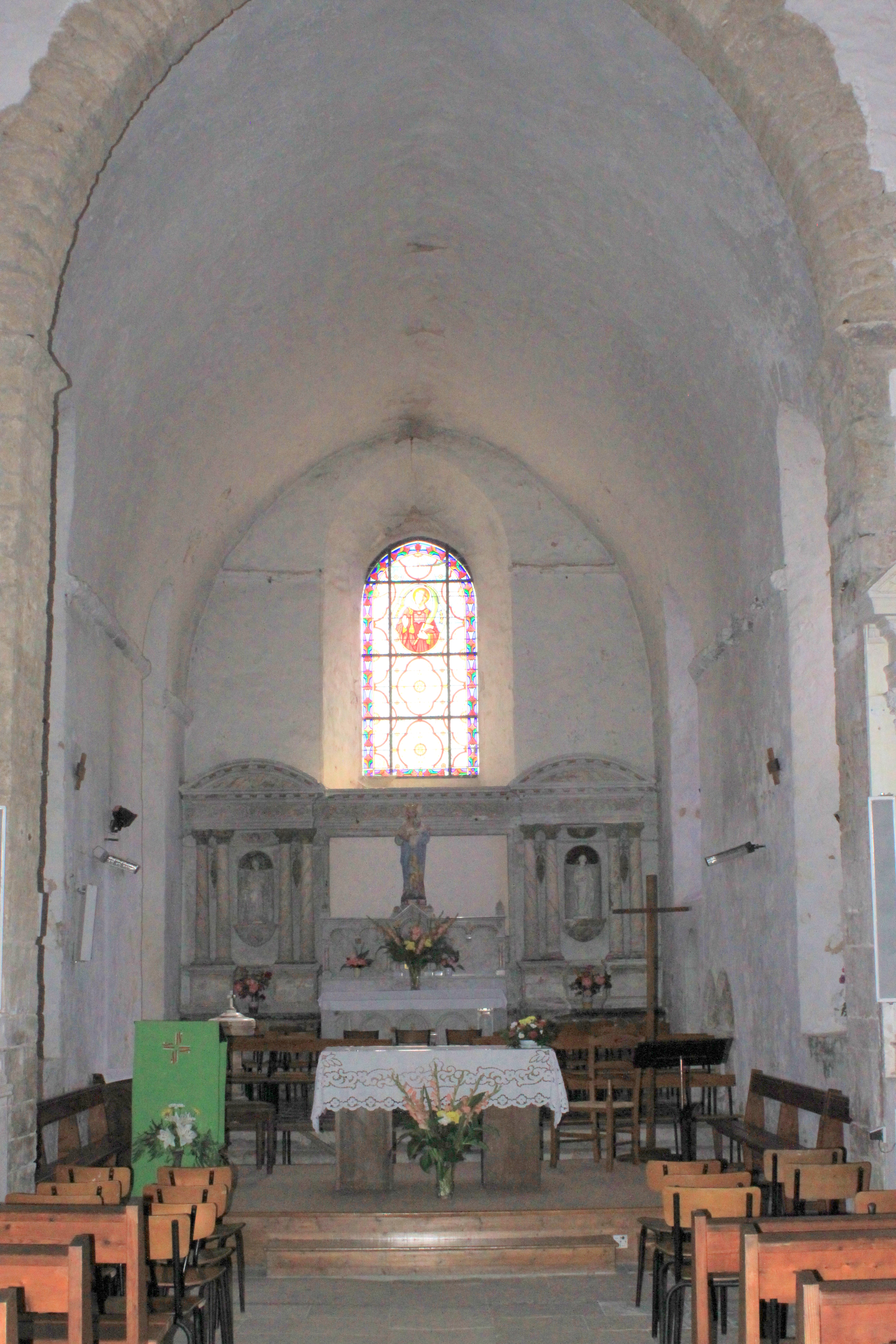
Chor und Hauptaltar

## Ausstattung
- Die Kirche besitzt Altarretabel aus dem 17. Jahrhundert.[1][2][3][4]
- Unter dem Glockenturm befindet sich ein Grab. Auf der Steinplatte ist eine Inschrift eingemeißelt aus der hervorgeht, dass hier ein Mitglied des Kirchengemeinderats begraben liegt, das im Jahr 1731 im Alter von 37 Jahren starb.